# Нечипуренко, Наталия Ивановна
Наталия Ивановна Нечипуренко (род. 4 января 1946, г. Минск) — белорусский учёный в области патологической физиологии и неврологии, доктор медицинских наук (с 1993), профессор (с 2004). Заслуженный деятель науки Республики Беларусь (2024).

## Биография
Наталия Нечипуренко родилась 4 января 1946 года в Минске. В 1964 году окончила 49-ю среднюю школу с золотой медалью.
Высшее медицинское образование получила в Минском государственном медицинском институте, который окончила с отличием в 1970 году. С 1 августа 1970 года — младший научный сотрудник экспериментальной лаборатории НИИ неврологии, нейрохирургии и физиотерапии (ныне Государственное учреждение «Республиканский научно-практический центр неврологии и нейрохирургии» Министерства здравоохранения Республики Беларусь).
В 1975 году защищена кандидатская диссертация на тему «Исследование нарушений и возможностей коррекции водно-электролитного и кислотно-щелочного состояний в организме при острой гипоксии головного мозга» по специальности 14.00.16 — патологическая физиология, выполненная под руководством профессора Лунца Е. Ф. и профессора Антонова И.П.
С 1976 года — старший научный сотрудник экспериментальной лаборатории научно-исследовательского института неврологии, нейрохирургии и физиотерапии.
Результаты многолетней работы, начиная с 1976 года, легли в основу докторской диссертации «Патофизиологические механизмы и вопросы патогенетической терапии травматических поражений периферических нервов» по двум специальностям 14.00.16 — патологическая физиология и 14.00.13 — нервные болезни, которую защитила в 1992 году в специализированном совете при Ленинградском государственном институте усовершенствования врачей. Научные консультанты: доктор медицинских наук, профессор О. С. Насонкин; академик НАН Беларуси, член-корреспондент РАМН, заслуженный деятель науки Беларуси, профессор И. П. Антонов; доктор биологических наук, профессор Э. П. Титовец.
В 1979 году окончила Высшие государственные курсы повышения квалификации руководящих, инженерно-технических и научных работников по вопросам патентоведения и изобретательства с отличием.
В 1984 году решением ВАК при Совмине СССР было присвоено ученое звание старшего научного сотрудника по специальности «патологическая физиология».
Ведущий научный сотрудник — с 1991 года, главный научный сотрудник НИИ неврологии, нейрохирургии и физиотерапии — с 1995 года.
В 2004 г. ВАК Республики Беларусь Н. И. Нечипуренко было присвоено ученое звание профессора по специальности «Морфология и физиология».
С 2005 года по настоящее время Наталия Ивановна возглавляет лабораторию клинической патофизиологии нервной системы РНПЦ неврологии и нейрохирургии.
В 2017 году была избрана делегатом II Съезда ученых Беларуси.

## Кандидатская диссертация
В 1975 году защищена кандидатская диссертация на тему «Исследование нарушений и возможностей коррекции водно-электролитного и кислотно-щелочного состояний в организме при острой гипоксии головного мозга» по специальности 14.00.16 — патологическая физиология, выполненная под руководством профессора Лунца Е. Ф. и профессора Антонова И. П.

## Докторская диссертация
В 1992 году в специализированном совете при Ленинградском государственном институте усовершенствования врачей была защищена докторская диссертация по теме «Патофизиологические механизмы и вопросы патогенетической терапии травматических поражений периферических нервов» по двум специальностям 14.00.16 — патологическая физиология и 14.00.13 — нервные болезни. Научные консультанты: доктор медицинских наук, профессор О. С. Насонкин; академик НАН Беларуси, член-корреспондент РАМН, заслуженный деятель науки Беларуси, профессор И. П. Антонов; доктор биологических наук, профессор Э. П. Титовец.

## Деятельность
Основные направления научной деятельности — изучение механизмов развития острых и хронических сосудистых заболеваний головного мозга; нейродистрофического процесса при различных поражениях периферической нервной системы; вопросов фармакологической и немедикаментозной терапии заболеваний периферической и центральной нервной системы; механизмов действия низкоинтенсивного лазерного излучения на биохимические процессы в крови и систему микроциркуляции. Ею разработаны новые методы патогенетического лечения тяжелых повреждений периферических нервов и неврологических проявлений поясничного остеохондроза, защищенные авторскими свидетельствами и внедренные в практику.
Новые патофизиологические, патобиохимические и патоморфологические данные, установленные ею существенно дополнили патогенез острых и хронических нарушений церебрального кровообращения, травматических поражений периферических нервов, различных полиневропатий. Результаты этих исследований широко представлены в отечественной и зарубежной научной литературе, а также на многочисленных международных конференциях, симпозиумах и съездах.
Важным итогом проведенных в этом направлении исследований явилась разработанная теория патогенетического воздействия лазерного излучения на организм при различных патологиях нервной системы, которая освещена в монографиях.
Проведены фундаментальные исследования по изучению особенностей полиневропатий различного этиопатогенеза, сопровождающиеся нейропатическим болевым синдромом, и разработке патогенетически обоснованного метода лечения данной патологии, включающего, в том числе, и внутривенное лазерное облучение крови. Итоги этой работы представлены в монографии "Нейропатический болевой синдром при заболеваниях периферических нервов (патогенез, клиника и лечение) . Также Н. И. Нечипуренко на протяжении многих лет работала над изучением проблемы нарушений обмена макро-, микроэлементов при различных заболеваниях ЦНС с установлением диагностической чувствительности и эффективности методов их определения при ишемии головного мозга. В опубликованной монографии «Макро- и микроэлементный обмен в организме при патологии центральной нервной системы» получены новые знания в изучении патогенетических механизмов ишемии головного мозга, а также представлены новые возможности использования лазерного атомно-эмиссионного спектрометрического анализа химического состава различных биологических субстратов при патологии ЦНС .
Получен ряд патентов Республики Беларусь на новые разработанные методы диагностики и лечения заболеваний центральной и периферической нервной системы.
Под её руководством выполнены и успешно защищены 8 кандидатских и 1 докторская диссертации. Наталия Ивановна оппонировала 16 докторских и кандидатских диссертаций, утвержденных впоследствии Высшей аттестационной комиссии (ВАК) Беларуси. Свыше 8 лет она была членом экспертного совета ВАК Беларуси.
Результаты многолетних научных исследований изложены в более чем 640 научных публикациях, в том числе 4-х монографиях. Ею получено 3 авторских свидетельства и 42 патента, более 40 удостоверений на рацпредложения. Свыше 20 разработок утверждены для практического применения на республиканском уровне. Состоит членом Международного общества патофизиологов, ассоциированным членом European Federation of Neurological Societies (EFNS) и European academy of neurology (EAN). Является членом редколлегии журналов «Медицинские новости» и «Неврология и нейрохирургия. Восточная Европа».

## Награды
- 1974 — Почетная грамота Минского областного комитета профсоюза медработников.[7]
- 1981, 1984 — Диплом Президиума Центрального Правления Всесоюзного научного медико-технического общества.[8]
- 1994, 2011, 2020 — Почетная Грамота Министерства Здравоохранения Республики Беларусь.[9][10]
- 1999 — Отличник Здравоохранения Республики Беларусь.[11]
- 2004, 2009 — Почетная грамота Президиума Республиканского комитета Белорусского профсоюза работников здравоохранения.[12][13]
- 2005 — Почетная грамота Президиума Минского областного комитета профсоюза работников здравоохранения.[14]
- 2013 — Почетная грамота Высшей аттестационной комиссии Республики Беларусь.[15]
- 2016 — Медаль Франциска Скорины.[16]
- 2024 — Заслуженный деятель науки Республики Беларусь[17].

## Значимые труды
- 1.Танин Л.В., Нечипуренко Н. И., Василевская Л. А., Недзьведь Г. К., Ровдо С. Е., Танин А. Л. Лазерная гемотерапия в лечении заболеваний периферической нервной системы / Минск: ООО «Мэджик Бук», 2004. — 148 с.
- 2.Нечипуренко Н.И., Степанова Ю. И., Василевская Л. А., Пашковская И. Д. Лазерная гемотерапия при ишемических цереброваскулярных заболеваниях (экспериментальные и клинические аспекты) / Под ред. Н. И. Нечипуренко, Минск: Бизнесофсет, 2010. — 192 с.
- 3.Нечипуренко Н.И., Пашковская И. Д., Василевская Л. А. Нейропатический болевой синдром при заболеваниях периферических нервов / Saarbrucken: LapLambertAcad. Publishing, 2014. — 163 с.
- 4.Нечипуренко Н.И., Пашковская И. Д., Зажогин А. П. Макро- и микроэлементный обмен в организме при патологии центральной нервной системы / Минск: ООО «Рифтур Принт». — 2020. — 132 с.
- 5.Нечипуренко Н.И., Багрова Т. А., Короткевич Е. А., Грибоедова Т. В., Кошкин В. В. Экспериментальное изучение патофизиологических и метаболических нарушений при нейрорафии и нейропластике // Пат. физиология и эксперим. терапия. — 1985. — № 1.
- 6.Нечипуренко Н. И. Роль кислородзависимых процессов в патогенезе хронической ишемии головного мозга // Неврология и нейрохирургия. Восточная Европа. 2012. — № 3. — С. 150—159.
- 7.Патогенетическое обоснование применения гамкергических препаратов в сочетании с атропином при хроническом болевом синдроме у больных сневрологическими проявлениями поясничного остеохондроза / Нечипуренко Н. И., Дудина Т. В., Елкина А. И., Елкин Ю. Б. // Вопросы медицинской химии. ‒ 2000. ‒ Т. 46, № 1. ‒ С. 36-42.
- 8.Laser specklometry and electroneuromyography in assessment of the functional state of the neuromotor system after ischaemic damage of nerves under intravenous laser irradiation of blood / Nechipurenko N.I., Antonov I.P., Vasilevskaya L.A., Tanin L.V. // Lasers in Medical Science. ‒2000. ‒№ 2. ‒P. 101—108.
- 9.Morphostructural and Laser Aтomic-emission spectrometry analysis of the local distribution of calcium in dried blood and cerebrospinal fluid samples in patients with brain tumors / Nechipurenko N.I., Vasilevich E.N., Pashkouskaya I.D., Zajogin A.P. // Science and Education: Materials of the 12-th Int. Research and Practice Conf.- Munich, Germany, 2016. — р. 214—223.
- 10.Radial motor nerve conduction studies in the apper arm / Khodulev V.I., Nechipurenko N.I., Shcharbina N.Y. // Muscle and Nerve. — 2020. — Vol. 62, № 3. — Р. 363—368.